# NK Goričanka
Nogometni klub Goričanka Rogašovci (tiếng Việt: Goričanka Rogašovci Football Club), thường hay gọi NK Goričanka hoặc đơn giản Goričanka, là một câu lạc bộ bóng đá Slovenia thi đấu tại làng Sveti Jurij ở Khu tự quản Rogašovci. Câu lạc bộ được thành lập năm 1977 và mặc trang phục màu đỏ mặc dù những năm gần đây cũng có các trang phục màu xanh dương và vàng.
Câu lạc bộ có sự kình địch với NK Serdica từ Serdica chủ yếu do gần với thị trấn Rogašovci. Các trận đấu giữa hai đội thường được gọi là " derby Goričko".

## Danh hiệu
- Giải bóng đá hạng tư quốc gia Slovenia: 1

1995-96
- Giải bóng đá hạng sáu quốc gia Slovenia: 2

2005-06, 2010-11

## Lịch sử giải đấu kể từ năm 1991
| Mùa giải  | Giải vô địch               | Thứ hạng |
| --------- | -------------------------- | -------- |
| 1991-92   | Pomurska League (cấp độ 3) | thứ 2    |
| 1992-93   | 3. SNL - Đông              | thứ 13   |
| 1993-94   | 1. MNL (cấp độ 4)          | thứ 2    |
| 1994-95   | 1. MNL (cấp độ 4)          | thứ 4    |
| 1995-96   | 1. MNL (cấp độ 4)          | thứ 1    |
| 1996-97   | 3. SNL - Đông              | thứ 8    |
| 1997-98   | 3. SNL - Đông              | thứ 5    |
| 1998-99   | 3. SNL - Đông              | thứ 6    |
| 1999-2000 | 3. SNL - Đông              | thứ 3    |
| 2000-01   | 3. SNL - Đông              | thứ 13   |
| 2001-02   | 1. MNL (cấp độ 4)          | ?        |
| 2002-03   | 1. MNL (cấp độ 4)          | thứ 9    |
| 2003-04   | 1. MNL (cấp độ 4)          | thứ 11   |
| 2004-05   | 2. MNL (cấp độ 6)          | thứ 7    |
| 2005-06   | 2. MNL (cấp độ 6)          | thứ 1    |
| 2006-07   | 1. MNL (cấp độ 5)          | thứ 4    |
| 2007-08   | 1. MNL (cấp độ 5)          | thứ 6    |
| 2008-09   | 1. MNL (cấp độ 5)          | thứ 11   |
| 2009-10   | 2. MNL (cấp độ 6)          | thứ 4    |
| 2010-11   | 2. MNL (cấp độ 6)          | thứ 1    |
| 2011-12   | 1. MNL (cấp độ 5)          | thứ 8    |
| 2012-13   | 1. MNL (cấp độ 5)          | thứ 6    |
| 2013-14   | 1. MNL (cấp độ 4)          | thứ 6    |
| 2014-15   | 1. MNL (cấp độ 4)          | thứ 7    |
| 2015-16   | 1. MNL (cấp độ 4)          | thứ 2    |
| 2016-17   | 1. MNL (cấp độ 4)          | thứ 6    |
| 2017-18   | 1. MNL (cấp độ 4)          | thứ 2    |
| 2018-19   | Pomurska League (cấp độ 4) | thứ 4    |
| 2019-20   | Pomurska League (cấp độ 4) |          |

1. ↑  They were transferred to the newly-formed Giải bóng đá hạng ba quốc gia Slovenia.
2. ↑  Pomurska League discontinued after the season, so they stayed in 1. MNL but were effectively promoted to the fourth level.
3. ↑  Đội được chuyển qua giải mới Pomurska League.